# 파비안 칸첼라라
파비안 칸첼라라(이탈리아어: Fabian Cancellara, 1981년 3월 18일 ~ )는 스위스의 은퇴한 프로 자전거 경기 선수이다.